# Kyoto Aquarium
Koordinaten: 34° 59′ 15″ N, 135° 44′ 50″ O

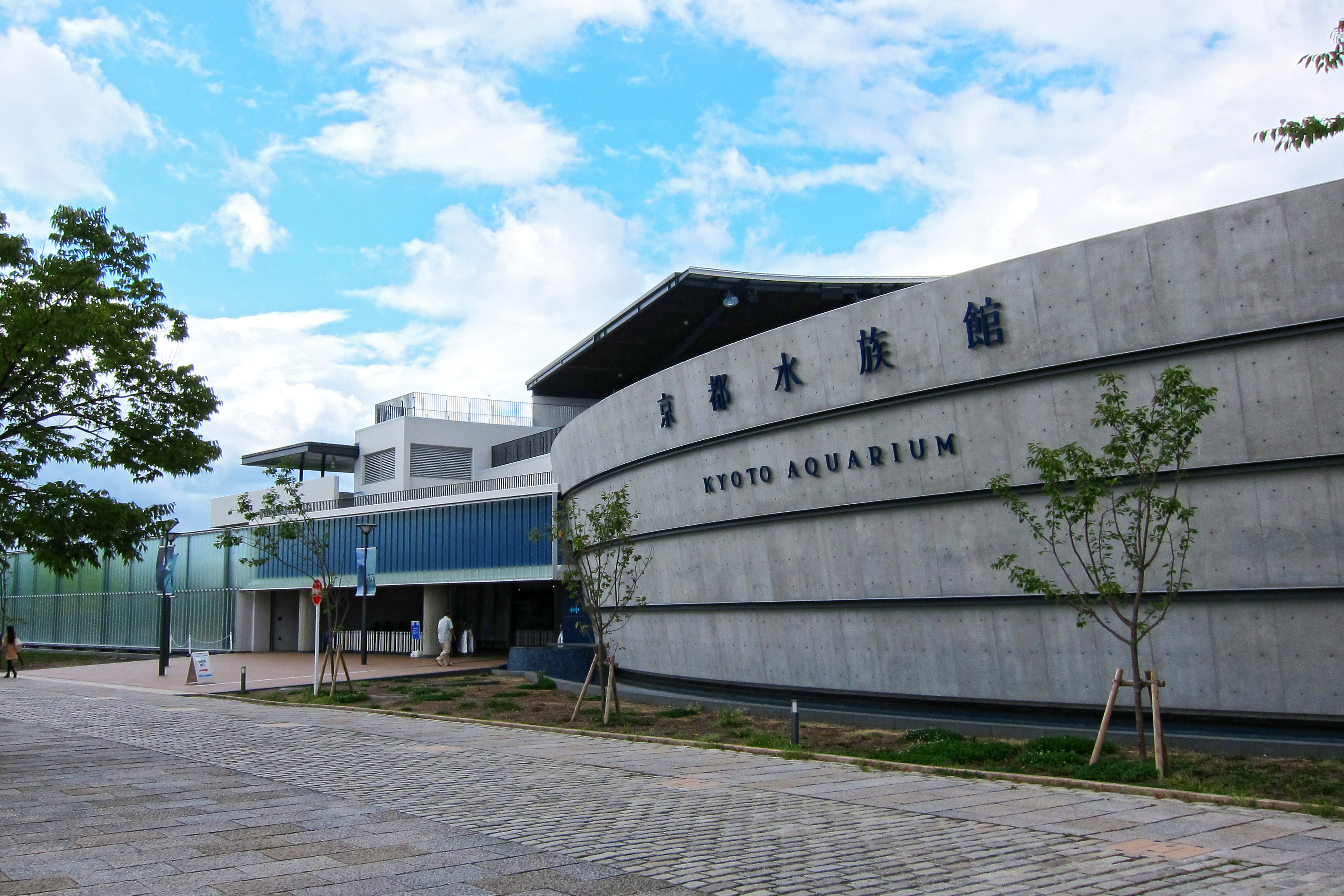
Eingang zum Aquarium

Das Kyoto Aquarium (jap. 京都水族館) ist ein Schauaquarium, das sich in der Großstadt (-shi) Kyōto in der Präfektur (-ken) Kyōto auf der japanischen Hauptinsel Honshū befindet. Es ist bei der Japanese Association of Zoos and Aquariums (JAZA) akkreditiert.

## Geschichte
Im Jahr 2008 schlug die vornehmlich im Investmentbanking tätige japanische Firma ORIX vor, im Umekoji-Park in Kyōto ein Binnenaquarium zu bauen. Nachdem der Plan genehmigt wurde, begann ORIX mit dem Bau und eröffnete das Aquarium am 14. März 2012. Hervorzuheben ist, dass es das erste Aquarium in Japan ist, das sämtliche seiner Salzwasserbecken mit künstlichem Meerwasser füllt.

## Gebäudestruktur und Anlagenschwerpunkte
Das Kyoto Aquarium ist ein ca. 160 Meter langes Bauwerk, das in drei Etagen unterteilt ist. Im Untergeschoss befinden sich die technischen Einrichtungen. Die beiden oberen Etagen sind jeweils einem bestimmten aquatischen Thema, einer speziellen Region oder einer Tierart gewidmet. Das Aquarium ist in zehn Bereiche aufgeteilt:

### Erste Etage
- The River of Kyoto zeigt mit Japanischen Riesensalamandern (Andrias japonicus) sowie Chinesischen Riesensalamandern (Andrias davidianus) die größten Amphibienarten der Welt. Es werden auch Hybride beider Arten  gezüchtet. Diese sind nicht fortpflanzungsfähig. Ein weiteres Becken bildet den Ober-, Mittel- und Unterlauf des Yura-Flusses nach und enthält viele dort vorkommende Fischarten.
- Marine Mammals Zone – Fur Seal: Das U-förmige Becken ist mit einem vertieften Raum versehen, der den Besuchern den Eindruck vermitteln soll, als würden sie neben Südlichen Seebären (Arctocephalus) schwimmen.
- Marine Mammals Zone – Seal:  Zusätzlich zur Anlage für Seebären gibt es ein röhrenförmiges Becken, das den Largha-Robben (Phoca largha)  gewidmet ist.
- The Sea of Kyoto vermittelt einen Eindruck über das  Leben im Meer. Mit speziellen Lichteffekten werden klare Meereszonen sowie Tiefseeregionen nachempfunden. Das größte Becken enthält etwa 500 Tonnen künstliches Meerwasser. Es erstreckt sich über beide Etagen und beherbergt rund 50 aquatische Arten, darunter verschiedene Haie und Rochen.
- The Countryside of Kyoto vermittelt das harmonische Zusammenleben von Mensch und Natur. Entlang von felsigen Wegen, Reisfeldern und Gemüsebeeten können die Besucher kleine Fische beobachten, die in Teichen und Wasserläufen schwimmen.

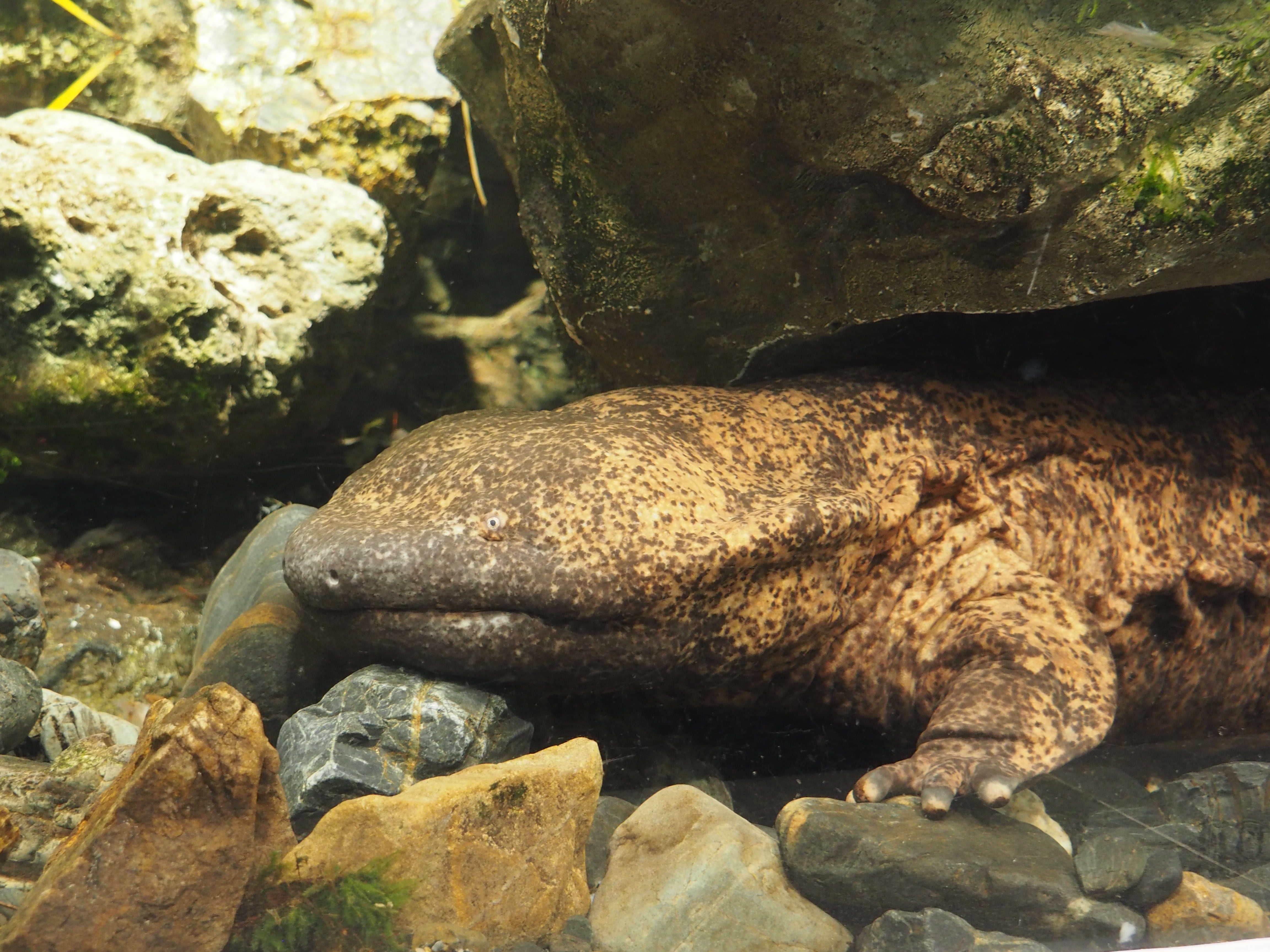
Japanischer Riesensalamander
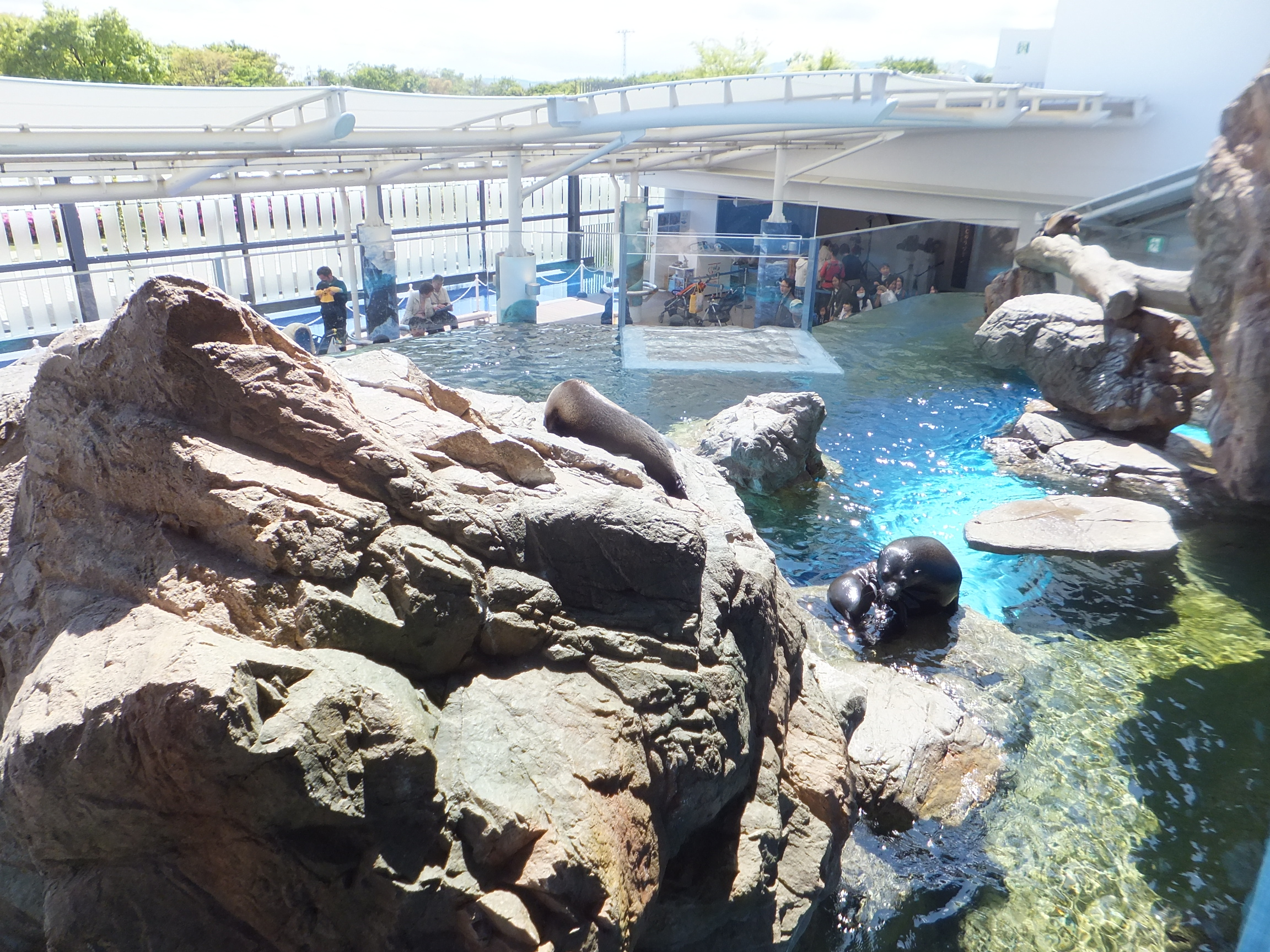
Anlage für Seebären
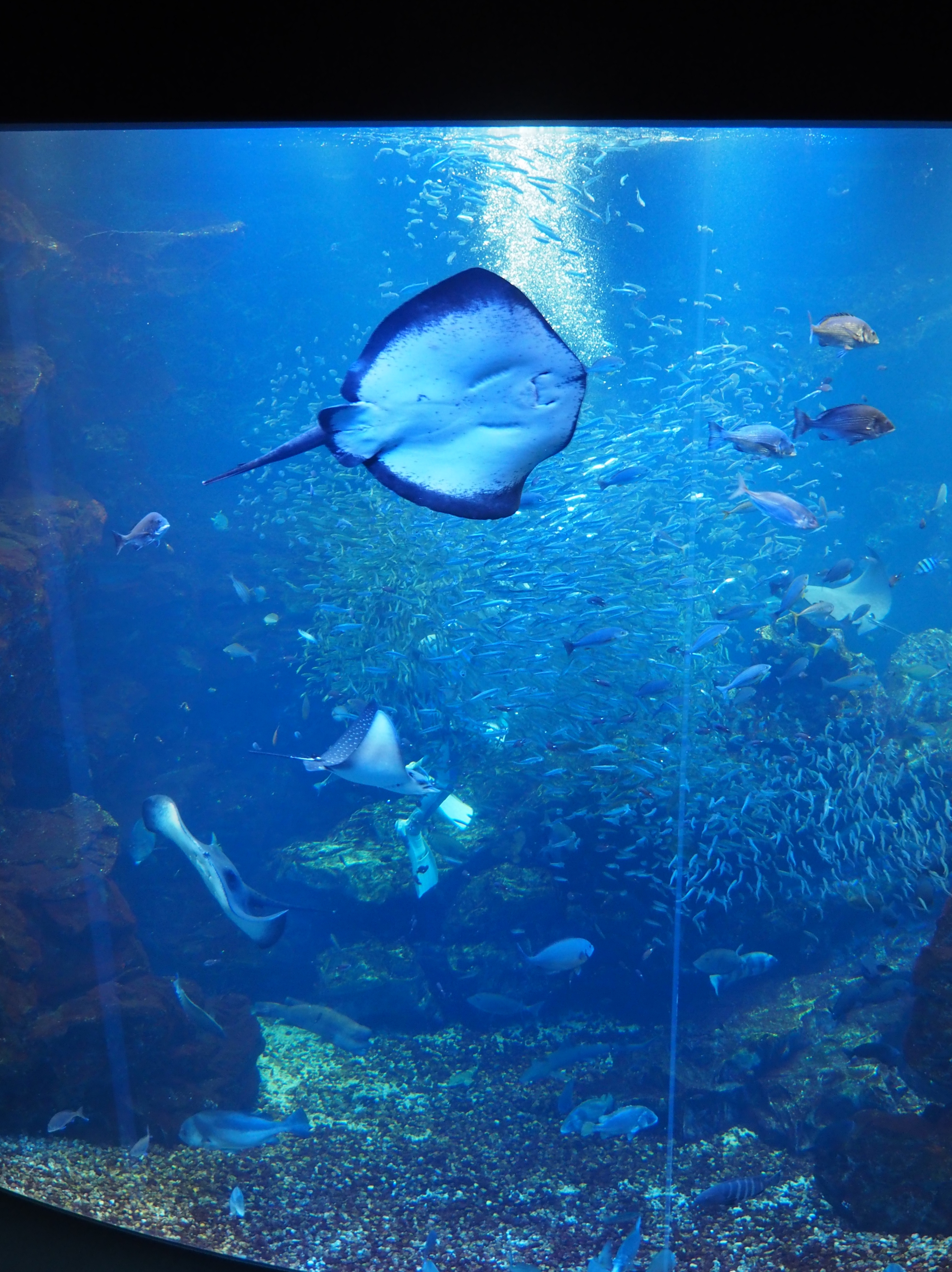
Sea of Kyoto
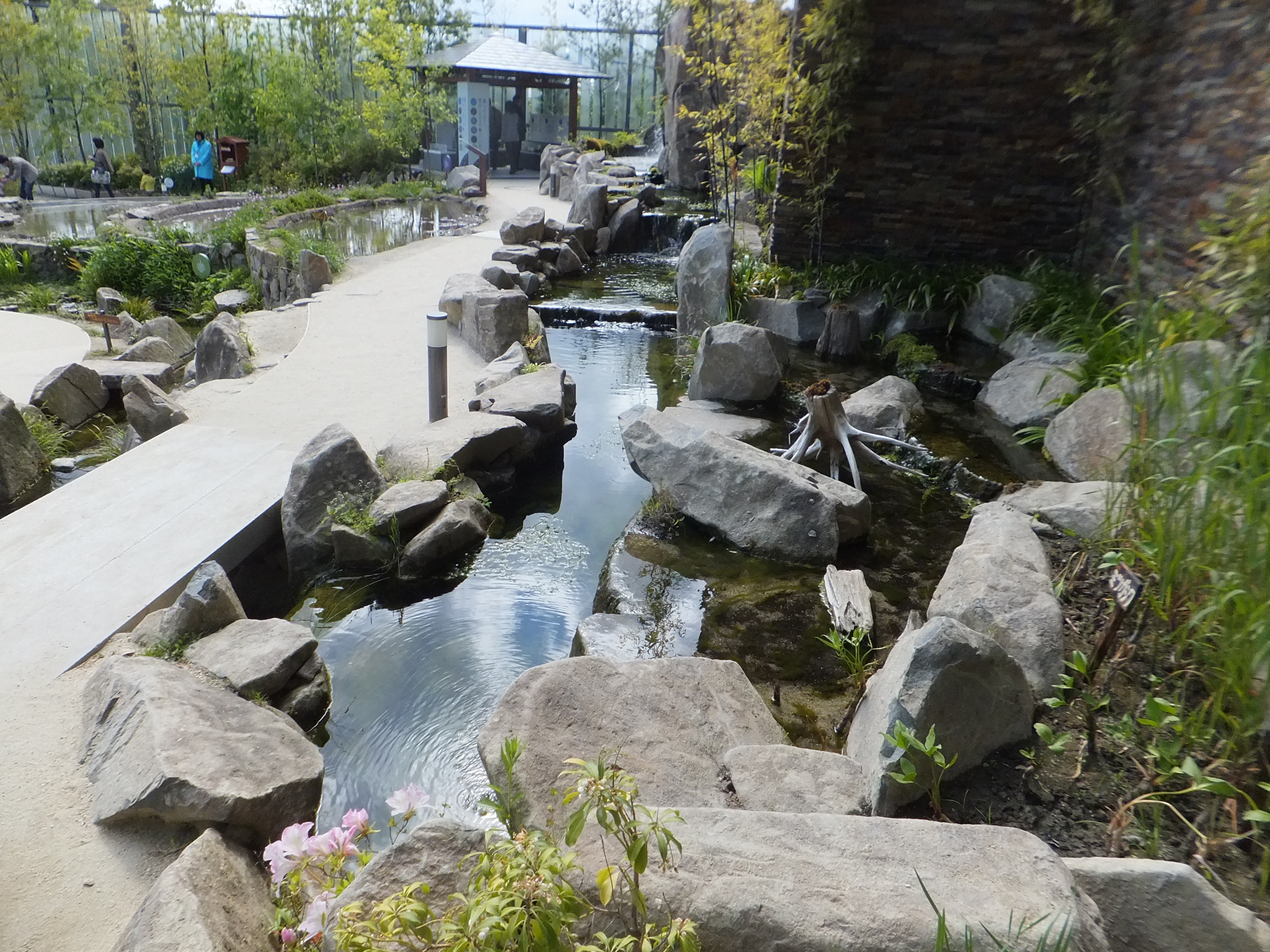
Countryside

### Zweite Etage
- In der Communication Hall sind Röhrenaale (Heterocongrinae) sowie heimische Anemonenfischarten (Amphiprion) in einem nachgestalteten Korallenriff zu sehen. Ein spezieller Bereich gestattet den Besuchern einen Blick in die Werkzeugkammer der Tierpfleger und vermittelt damit einen Einblick hinter die Kulissen eines Aquariums.
- Jellyfish Wonders zeigt etwa 5000 Quallen in 30 Arten in einem 360-Grad-Becken. Im angrenzenden, von Besuchern einsehbaren Kyoto Jellyfish Research Club betreiben Mitarbeiter Zucht und Forschung an Quallen.
- The Beauty of Nature zeigt in Kyōtos Gewässern vorkommende Wasserlebewesen, darunter gefährdete Arten wie den zu den Schmerlenartigen (Cobitoidea) zählenden Lefua echigonia. Außerdem werden Informationen zum lokalen Umweltschutz vermittelt.
- Im Penguin Cave werden Brillenpinguine (Spheniscus demersus) gehalten. Die Anlage ist hinter der Wasserfläche mit einem felsigen, künstlichen Hang ausgestattet. Der Hang ist uneben angelegt, sodass er schwer zu erklimmen ist und bildet dadurch den natürlichen Lebensraum der Pinguine nach.
- Das Dolphin Stadium ist ein halbkreisförmiges Showbecken, in dem Große Tümmler (Tursiops truncatus) gehalten werden. Mehrmals am Tag werden den Besuchern Shows mit einstudierten Verhaltensweisen sowie Darbietungen der Tümmler mit ihren Trainern geboten.

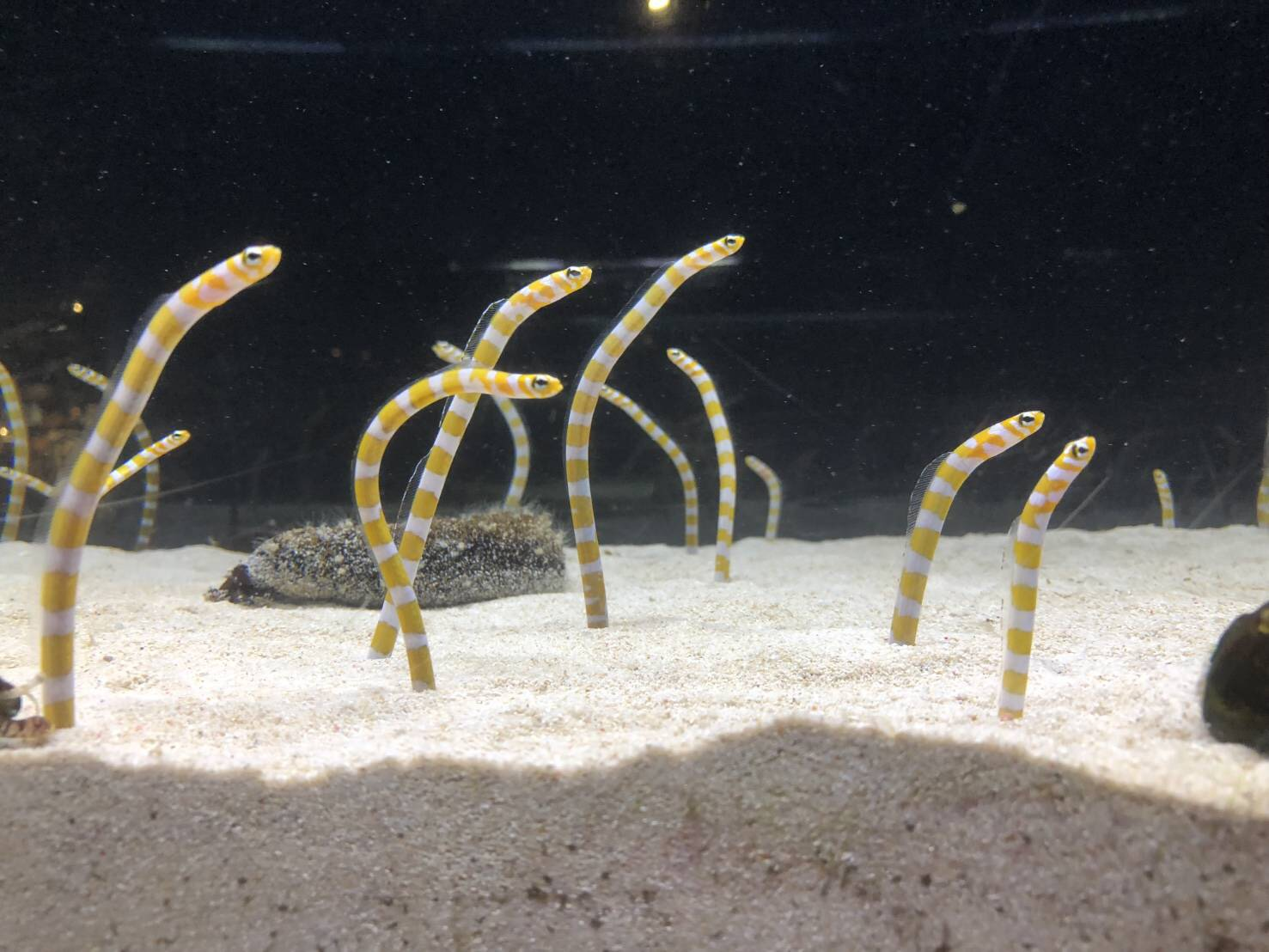
Pracht-Röhrenaale (Gorgasia preclara)
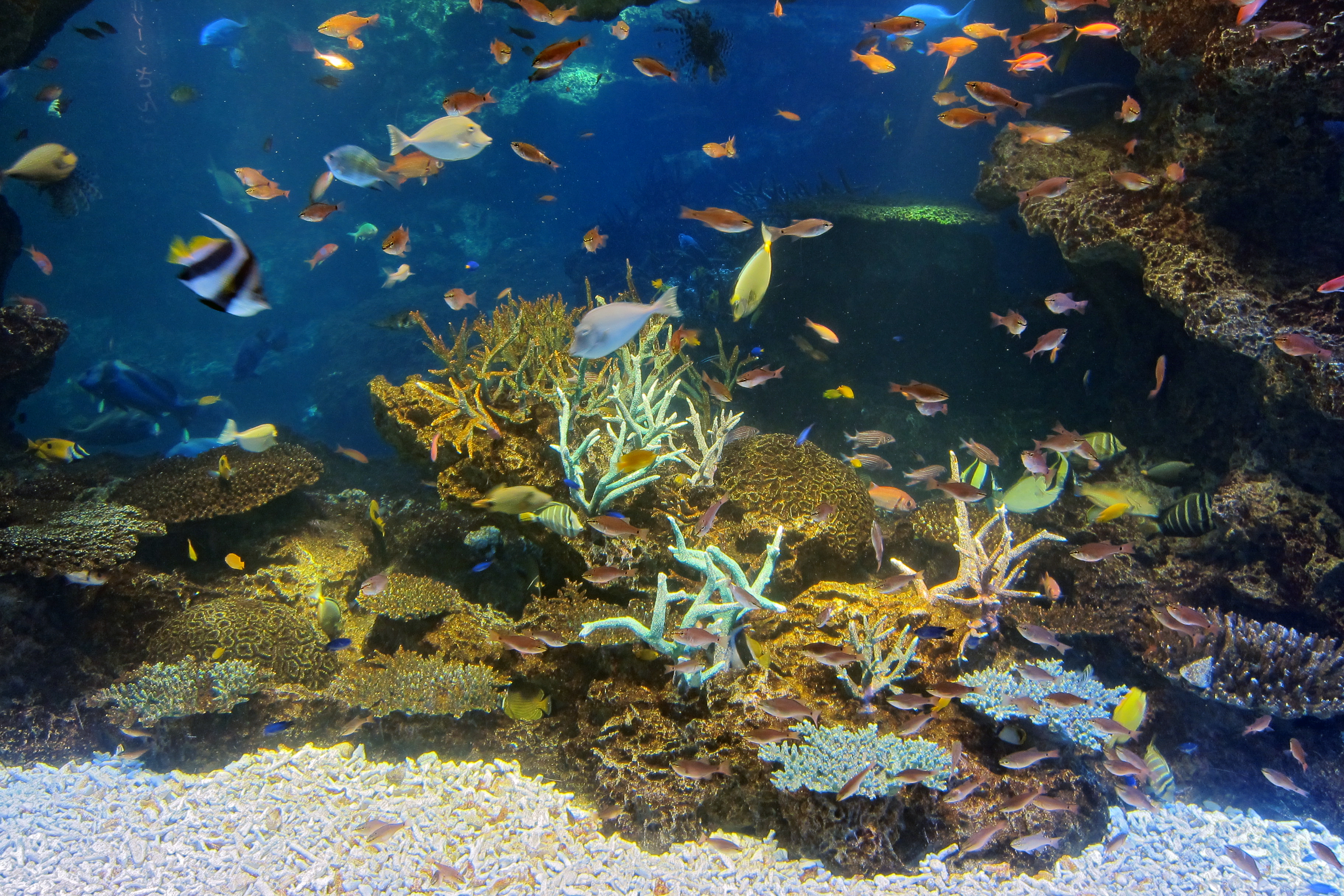
Nachgebildetes Korallenriff
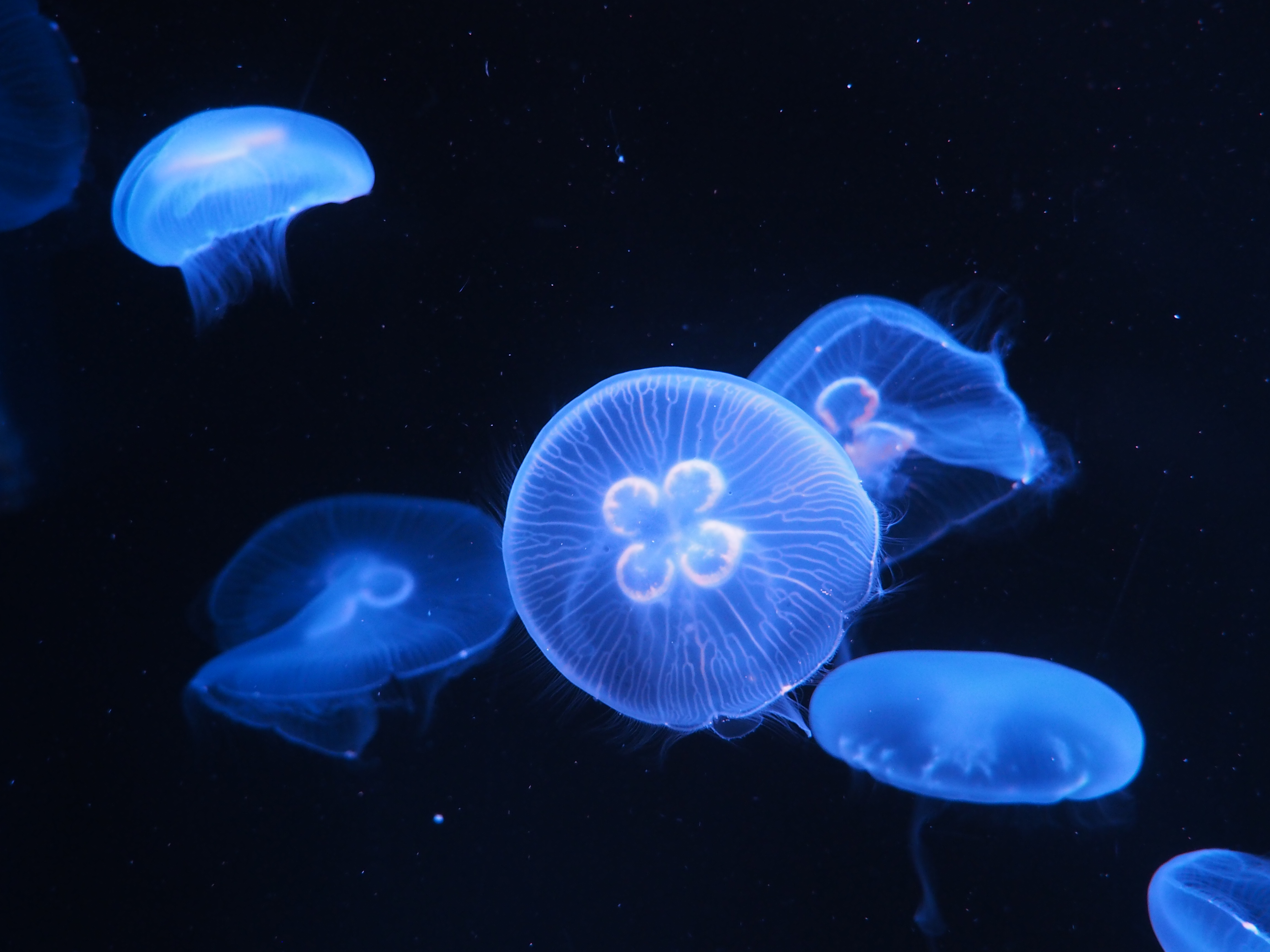
Yellyfish Wonders
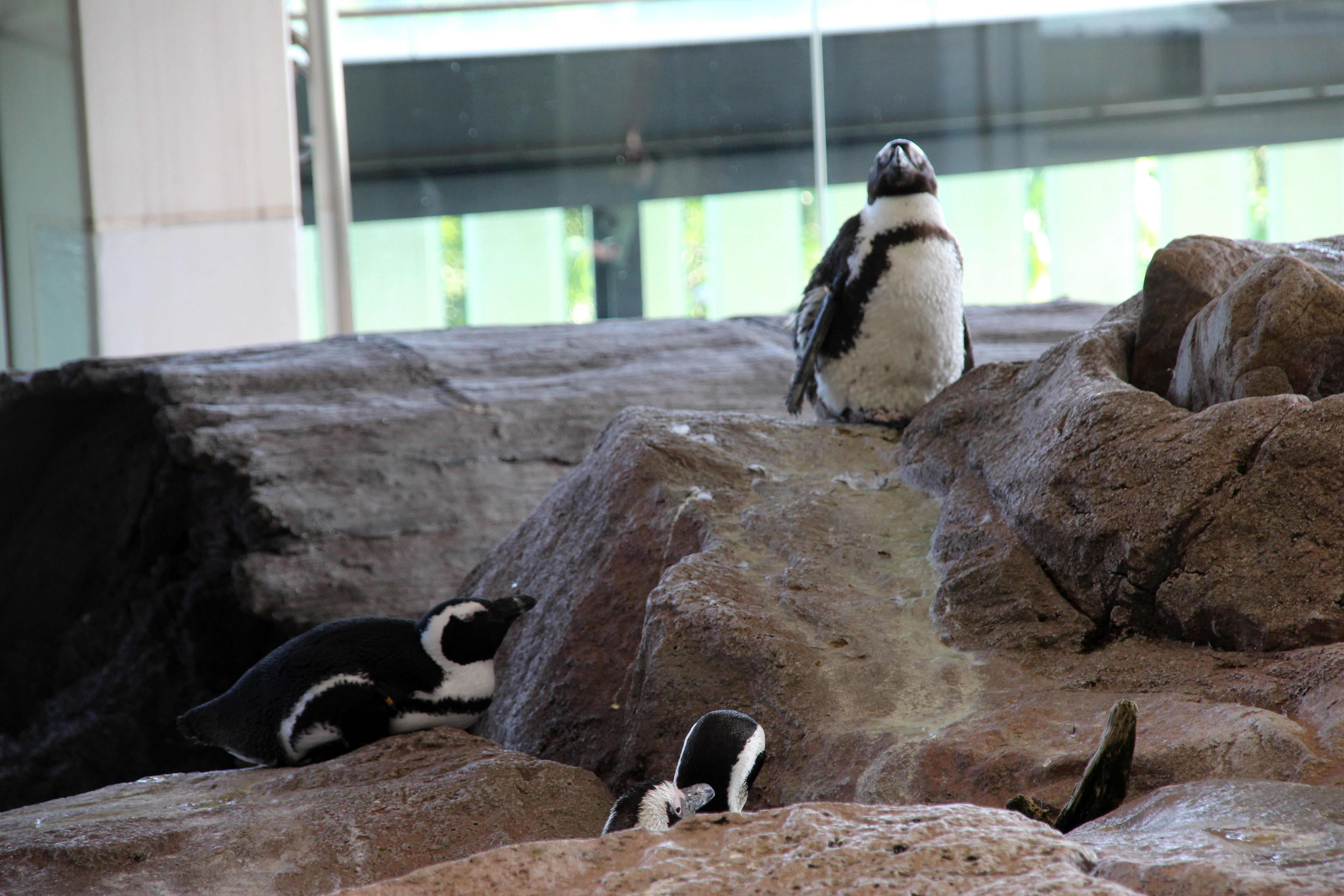
Anlage für Brillenpinguine
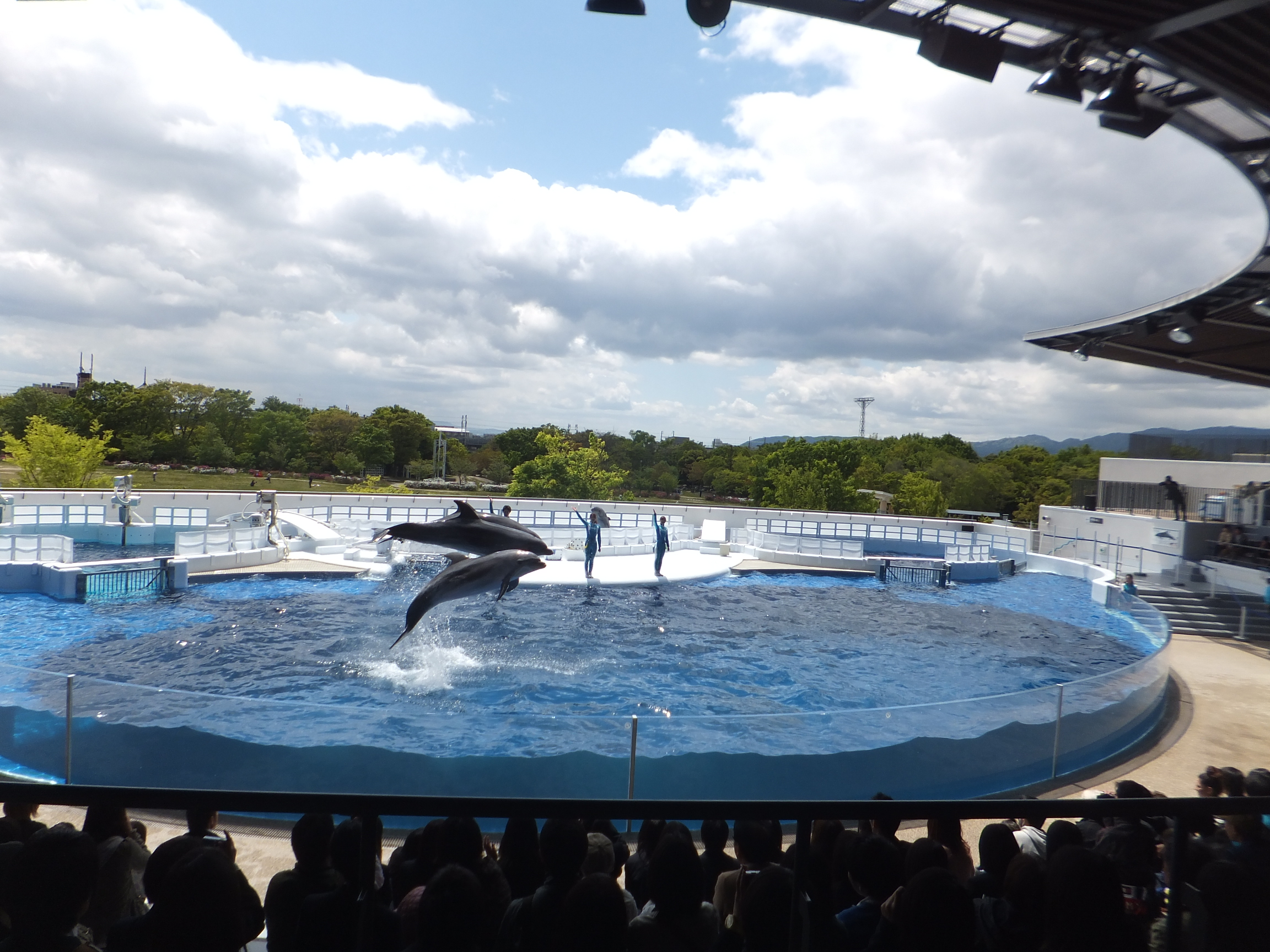
Delfinstadion

Neben der Ausstellung von Tieren bietet das Kyoto Aquarium regelmäßig interaktive Veranstaltungen, bei denen Besucher spielerisch etwas über das Leben im Wasser lernen können, außerdem Präsentationen, die von spezialisierten Aquarianern gehalten werden. Im Besonderen werden Kinder aus Kyōto angesprochen, die dadurch etwas über Wasserressourcen sowie das Leben im Wasser in ihrer nächsten Umgebung erfahren sollen. Das Aquarium sieht sich als Vorreiter bei Kyōtos Bemühungen, eine ökologische Modellstadt zu werden und setzt sich auch für den Schutz der Umwelt ein. Zu den Maßnahmen gehören die Energieeinsparung durch Sonnenenergieerzeugung und die Förderung der Zucht seltener Arten aus der Region.

## Galerie
Die nachfolgende Bildauswahl zeigt einige Tiere aus dem Kyoto Aquarium:

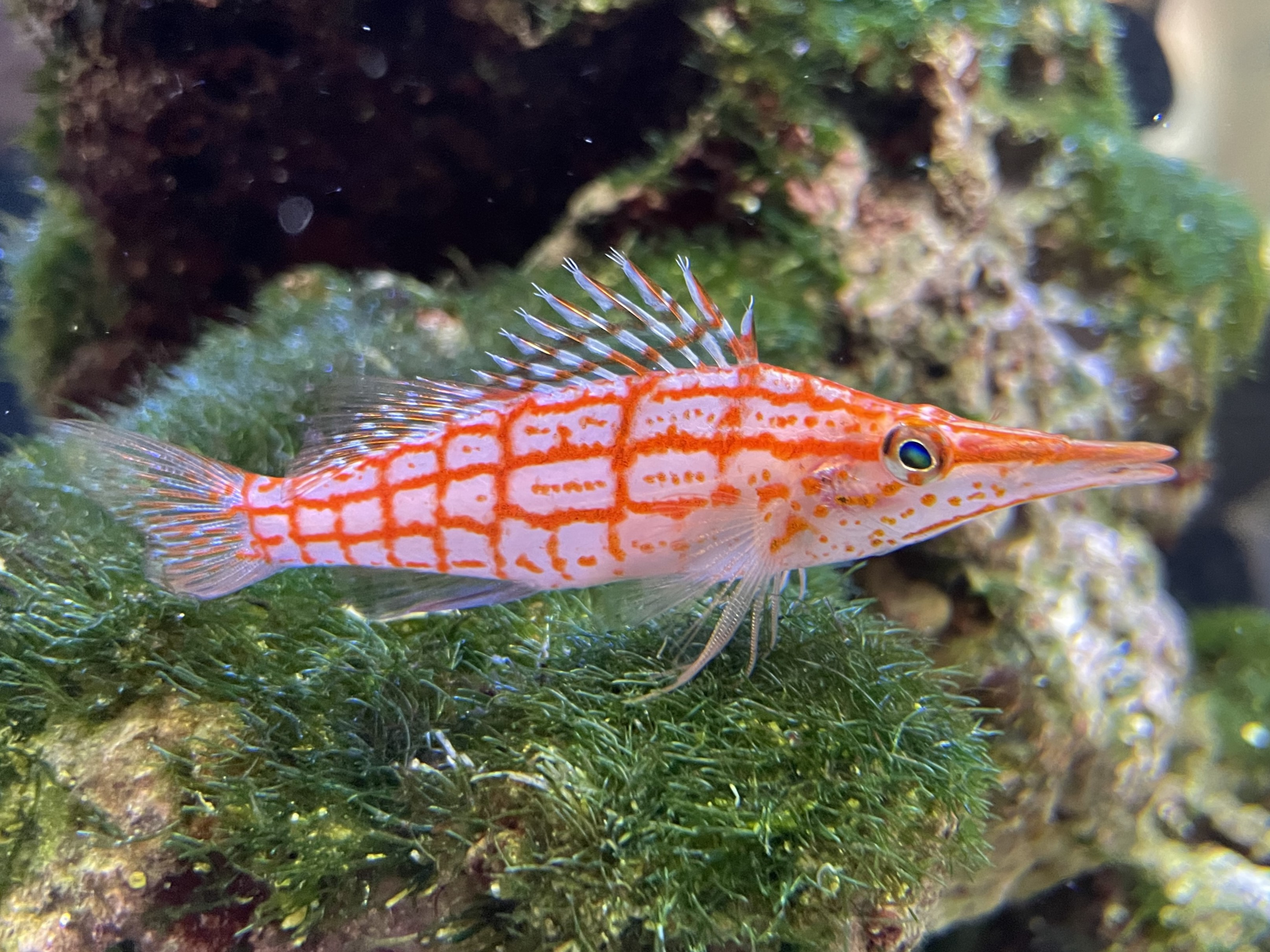
Langschnauzen-Korallenwächter
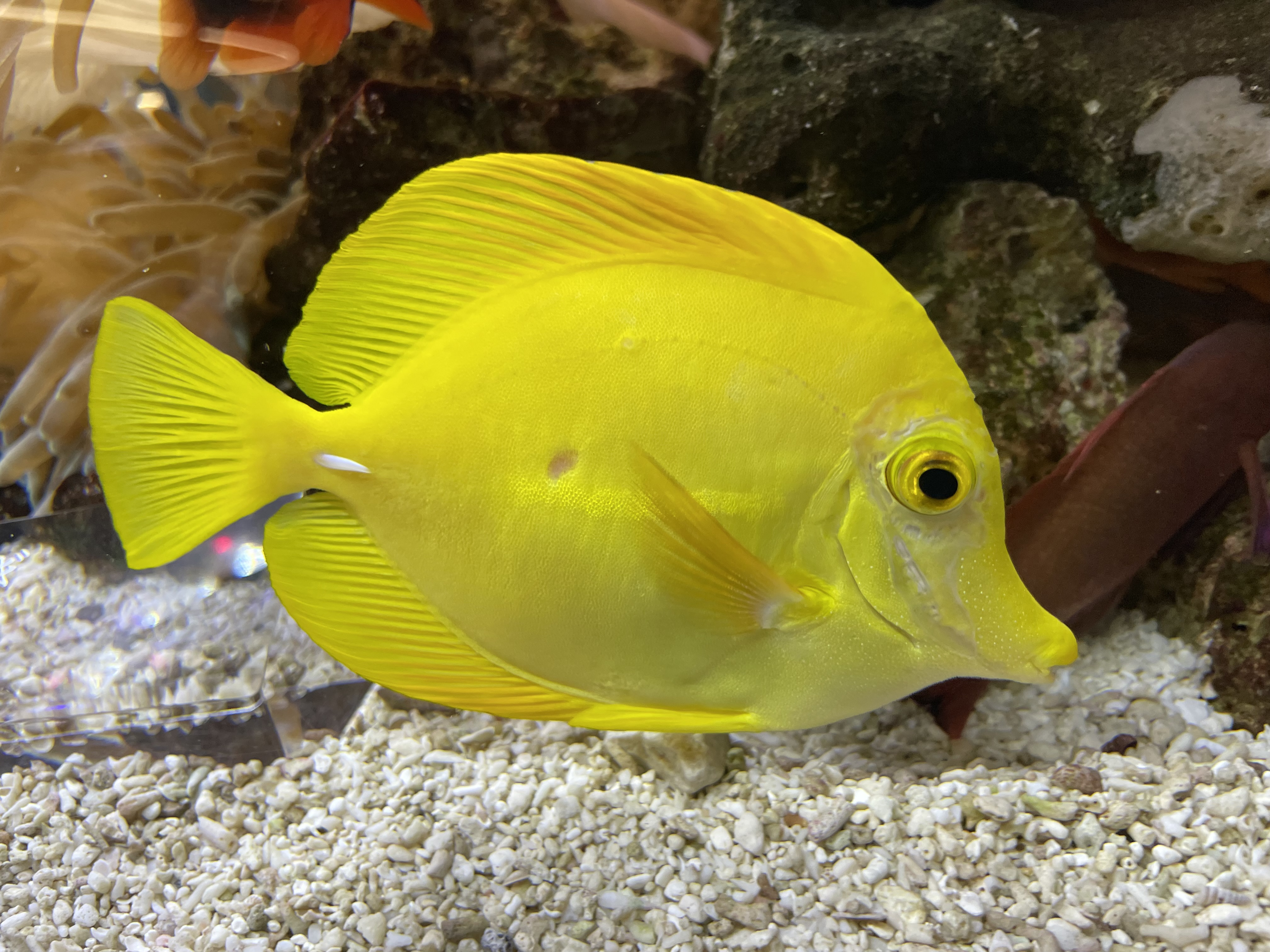
Gelber Segelflossendoktor
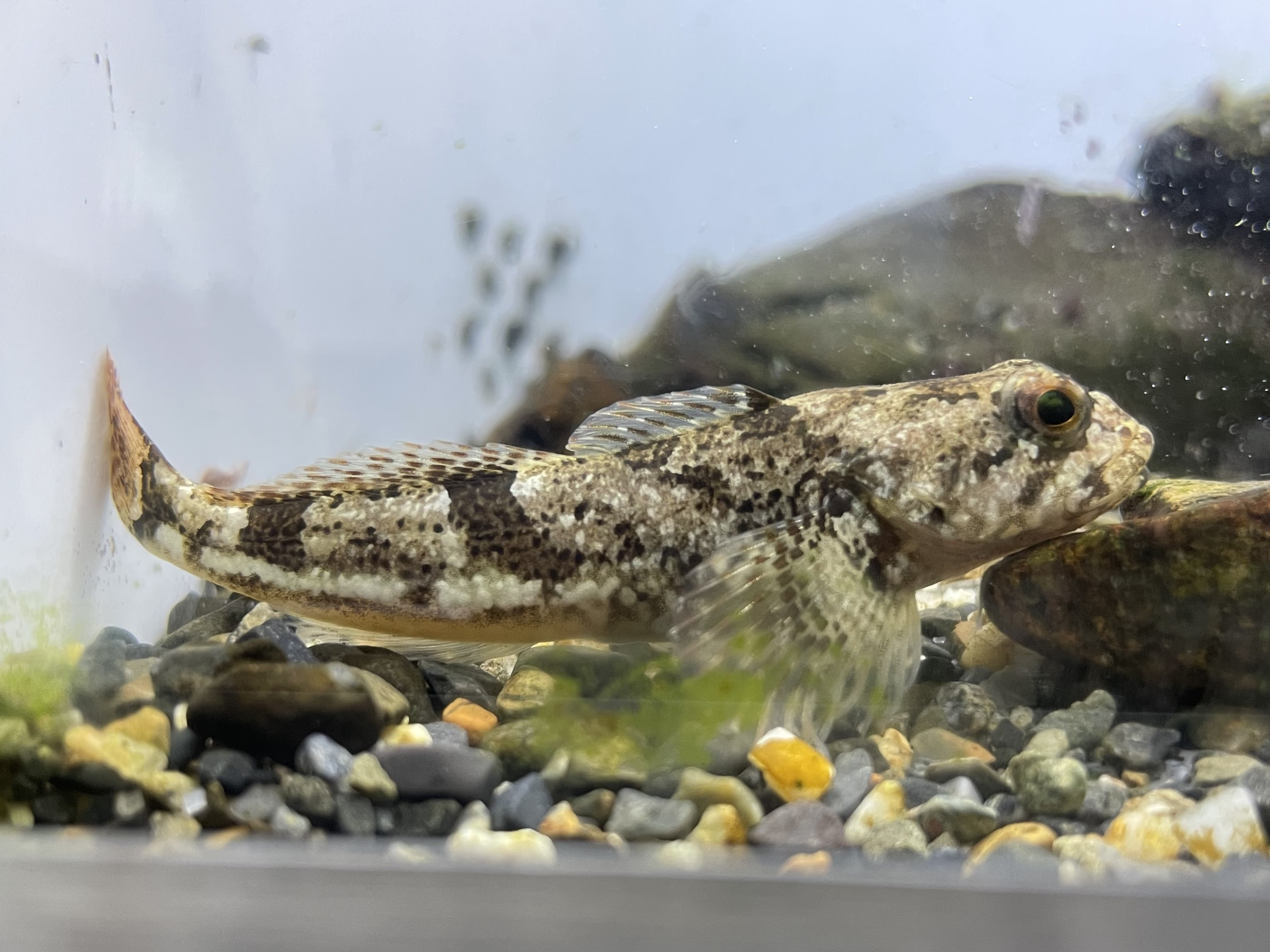
Cottus reinii
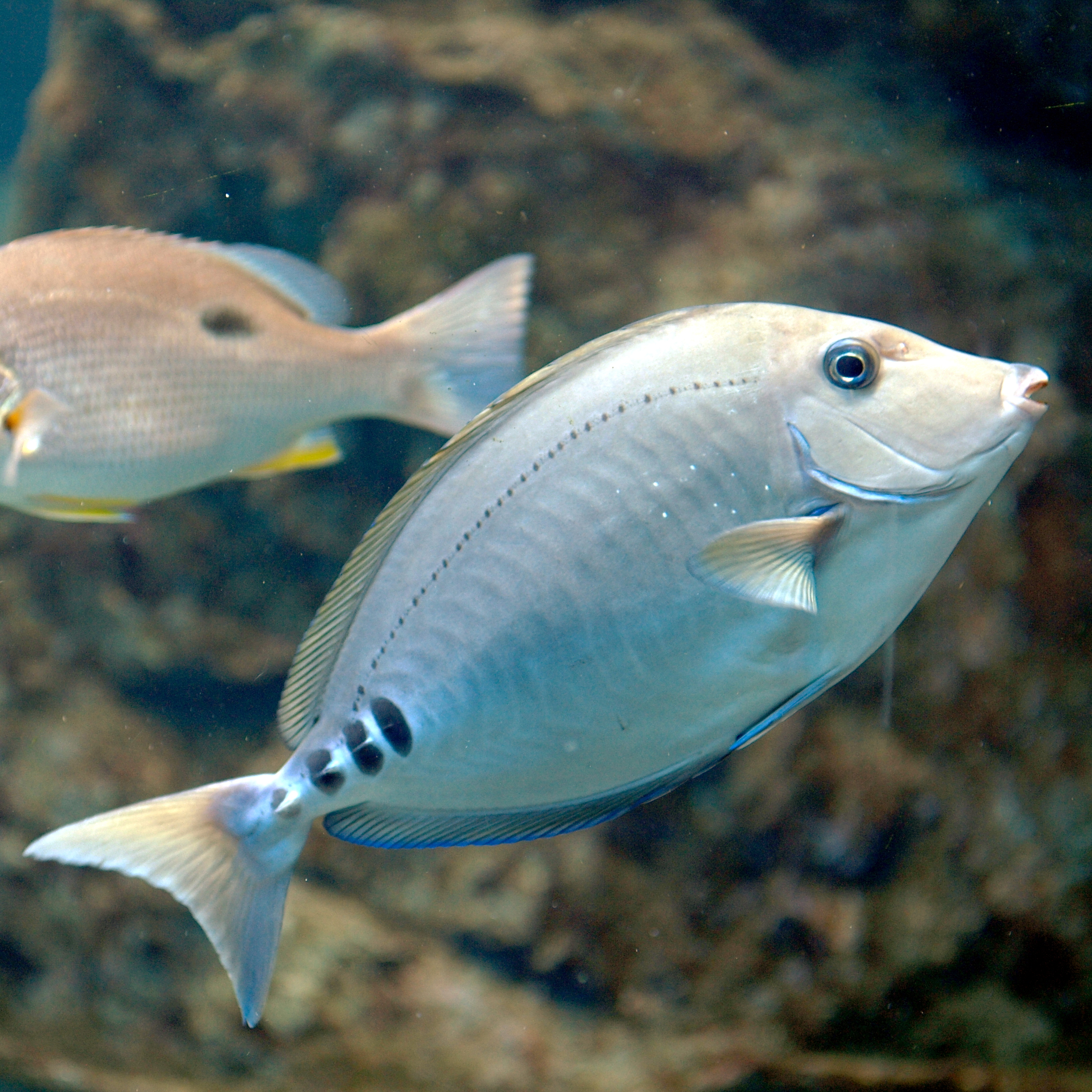
Prionurus scalprum
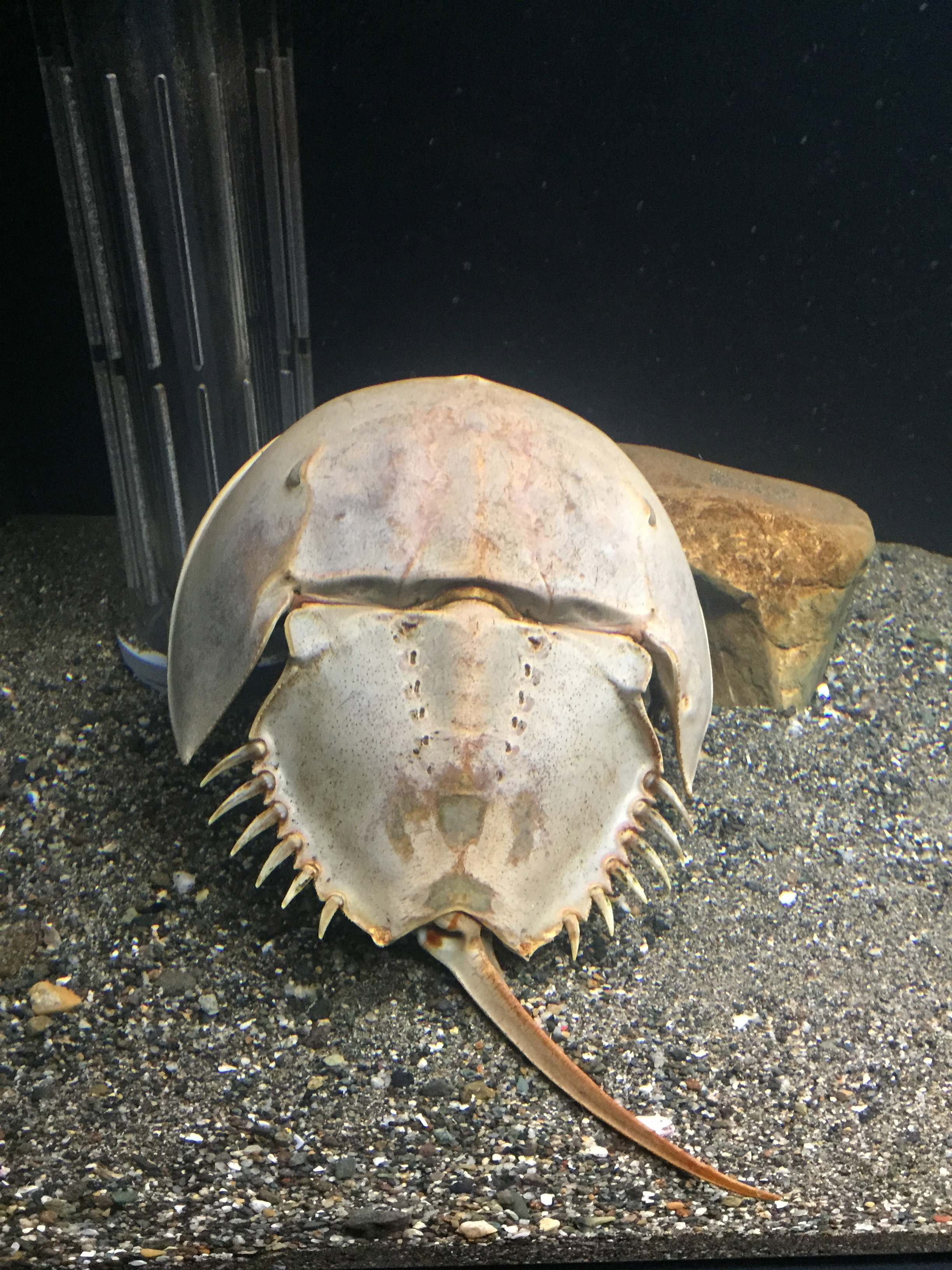
Limulus polyphemus